# Ильин, Николай Алексеевич
Николай Алексеевич Ильин (12 декабря 1908 — 20 января 1966) — передовик советского сельского хозяйства, старший агроном
 зернового совхоза «Завьяловский» Министерства совхозов СССР, Тогучинский район Новосибирской области, Герой Социалистического Труда (1948).

## Биография
Родился 12 декабря 1908 года в селе Троицкое (ныне Сызранского района Самарской области) в русской семье сапожника. Первое рабочее место — тракторист в совхозе «Пионер» Сызранского района Куйбышевской (ныне ‒ Самарской) области. В 1930 году его направили на курсы слушателей по подготовке батраков, а затем он стал обучаться в Куйбышевском сельскохозяйственном институте.
Завершив обучение в институте, в 1935 году он был направлен на работу в должности агронома в зерносовхоз «Завьяловский» Тогучинского района (на территории современной Новосибирской области). Трудился здесь до 1951 года с небольшим перерывом (преподавал в средней школе). Проявил себя высокопрофессиональным специалистом.
За получение высоких урожаев ржи при выполнении совхозом плана сдачи государству сельскохозяйственных продуктов в 1947 году и обеспечение семенами зерновых культур для весеннего сева 1948 года, Указом Президиума Верховного Совета СССР от 1 апреля 1948 года Николаю Алексеевичу Ильину было присвоено звание Героя Социалистического Труда с вручением ордена Ленина и золотой медали «Серп и Молот».
С 13 апреля 1951 года по 6 декабря 1955 года выполнял обязанности руководителя — директор совхоза имени К. Е. Ворошилова в посёлке Степной Искитимского района Новосибирской области. В декабре 1955 года возвратился и стал работать в совхозе «Завьяловский» на должности директора, сменив на этом посту своего учителя Я. А. Березикова Героя Социалистического Труда. Совхоза «Завьяловский» в 1957 году стал участником Всесоюзной сельскохозяйственной выставки в Москве. В том же 1957 году тяжело заболев был прикован к постели.
Умер 20 января 1966 года. Похоронен в селе Березиково Тогучинского района Новосибирской области.

## Награды
За трудовые успехи удостоен:
- золотая звезда «Серп и Молот» (01.04.1948)
- орден Ленина (01.04.1948)
- Орден Трудового Красного Знамени
- другие медали.

## Память
- Одна из улиц села Березиково носит его имя.
- Его имя увековечено на мемориале Героям Советского Союза и Героям Социалистического Труда в городе Тогучине.